# Abies magnifica
Abies magnifica là một loài thực vật hạt trần trong họ Thông. Loài này được A.Murray bis miêu tả khoa học đầu tiên năm 1863.